# Pleșoiu
Pleșoiu es una comuna ubicada en el distrito de Olt, Rumania.

## Superficie
Posee una superficie de 50,52 kilómetros cuadrados.

## Demografía
Hasta 2021 la población era de 2785 habitantes, con una densidad de población de 55,13 habitantes por kilómetro cuadrado.